# Miguel Nido
Miguel Nido, né le 8 mars 1963 à Isla Verde, est un ancien joueur de tennis professionnel portoricain.

## Carrière
Il est diplômé en économie de l'université de Clemson où il a étudié entre 1982 et 1985 avant de passer professionnel.
Il réalise ses meilleures performances sur le circuit ATP en 1989 en atteignant les quarts de finale des tournois d'Orlando (où il était issu des qualifications) et de Tel Aviv. Il se qualifie également pour l'US Open et atteint le troisième tour grâce à sa victoire sur Glenn Michibata (6-4, 4-6, 6-4, 6-3).
Sur le circuit secondaire, il a remporté le tournoi Satellite des Caraïbes en simple et en double en 1989 et le tournoi Challenger de São Paulo en 1990.

## Parcours dans les tournois du Grand Chelem

### En simple
| Année | Open d'Australie | Open d'Australie | Internationaux de France | Internationaux de France | Wimbledon | Wimbledon | US Open         | US Open      |
| ----- | ---------------- | ---------------- | ------------------------ | ------------------------ | --------- | --------- | --------------- | ------------ |
| 1988  | —                | —                | —                        | —                        | —         | —         | 1er tour (1/64) | S. Giammalva |
| 1989  | —                | —                | —                        | —                        | —         | —         | 3e tour (1/16)  | P. Haarhuis  |

N.B. : à droite du résultat se trouve le nom de l'ultime adversaire.

### En double
| Année | Open d'Australie | Open d'Australie | Internationaux de France | Internationaux de France | Wimbledon | Wimbledon | US Open | US Open |
| ----- | ---------------- | ---------------- | ------------------------ | ------------------------ | --------- | --------- | ------- | ------- |
| 1990  | —                | —                | 2e tour (1/16) F. Clavet | J. Lozano T. Witsken     | —         | —         | —       | —       |

N.B. : le nom du ou de la partenaire se trouve sous le résultat ; le nom des ultimes adversaires se trouve à droite.